# NewJeans 라이브 공연 목록

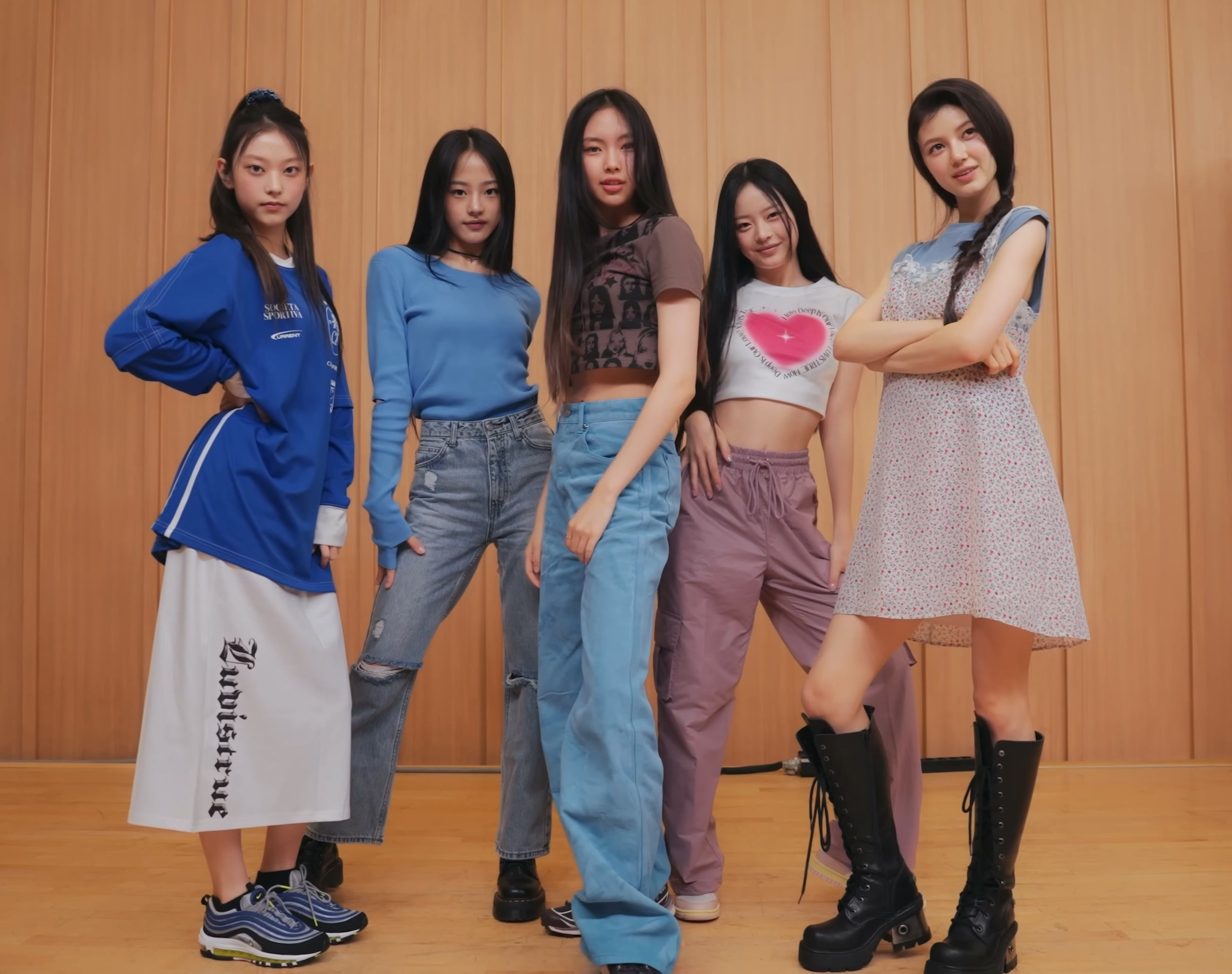
2022년 8월 11일 데뷔 이후 앨범 프로모션을 위해 SBS 라디오에 참석한 뉴진스.

NewJeans (NJZ로도 알려짐)는 대한민국의 아이돌 걸그룹으로, 2022년 데뷔 이래 두 차례의 팬 미팅을 개최했다. 첫 동명의 EP를 홍보하기 위해 2022년 8월 수많은 대한민국 음악 프로그램에 출연했다. 2023년 7월, 이 그룹은 서울에서 첫 팬 미팅인 Bunnies Camp를 개최했다. 두 번째 EP인 Get Up (2023) 발매 후, 이들은 대한민국 음악 프로그램 라이브 공연으로 이를 홍보했다. 해외에서는 2023년 7월 미국 롤라팔루자와 8월 일본 서머 소닉에서 공연했다.
두 번째 팬 미팅인 Bunnies Camp 2024는 일본 도쿄 돔에서 개최되었다. 이 행사는 2024년 6월 이틀간 진행되었으며, 91,200명의 관객을 동원했다. 이 그룹은 또한 청룡영화상과 멜론 뮤직 어워드를 포함한 다양한 시상식에서 공연했다. 이들은 또한 도쿄 걸즈 컬렉션과 대한민국 여러 대학 축제와 같은 기타 행사에 참여했다.

## 팬 미팅
| 제목 | 날짜               | 장소                 | 도시 | 국가     |
| --- | ------------------ | -------------------- | ---- | -------- |
| 버니즈 캠프 | 2023년 7월 1–2일   | SK올림픽핸드볼경기장 | 서울 | 대한민국 |
| 버니즈 캠프는 NewJeans의 두 번째 익스텐디드 플레이 (EP)인 Get Up (2023) 발매를 앞두고 개최된 첫 매진 팬 미팅이었다. 두 차례의 공연으로 구성된 스카우트 테마의 이 행사는 캠핑장을 연상시키는 "몰입형" 무대와 사운드 디자인을 특징으로 했으며, 전통적인 스카우트 모임의 시간표를 따랐다. 두 공연 모두 두 시간 반 동안 진행되었으며, NewJeans는 게임을 통해 팬들과 소통하고 일곱 곡을 공연했다: "Attention", "Cookie", "Hype Boy", "Hurt" (250 리믹스), "Ditto" (어쿠스틱 버전; 1998년 안무 버전), "OMG", 그리고 Get Up의 미공개 싱글인 "ETA". 멤버들은 또한 모닥불 주위에 앉아 다섯 곡을 개별적으로 커버했다: 혁오의 "위잉위잉" (민지), J.ae의 "어제처럼" (하니), 라우브의 "Paris in the Rain" (다니엘), 넬의 "기억을 걷는 시간" (해린), 그리고 우효의 "Youth" (혜인). 이 공연은 관객과 평론가 모두에게 호평을 받았으며, 대한민국 뉴스 사이트 이데일리는 이를 "역대 최고의 팬 미팅"이라고 극찬했고, 틴 보그는 이를 "그들의 중요한 한 해를 철저히 되돌아보는 [...] 또한 앞으로 올 것들에 대한 맛보기"라고 묘사했다. |                    |                      |      |          |
| 버니즈 캠프 2024 도쿄 돔 | 2024년 6월 26–27일 | 도쿄 돔              | 도쿄 | 일본     |
| 버니즈 캠프 2024 도쿄 돔은 NewJeans의 두 번째 매진 팬 미팅이자 일본에서의 첫 단독 공연이었다. 공연은 각각 2시간 반 동안 진행되었으며, NewJeans는 24곡을 공연했다. NewJeans의 오랜 협력자이자 대한민국 프로듀서인 250이 오프닝 액트를 맡았고, YOASOBI와 리나 사와야마가 게스트로 출연했다. 행사에 관련된 시각 자료와 상품은 무라카미 다카시와 협력하여 제작되었다. 이들은 도쿄 돔 데뷔 최단 기간 외국인 아티스트가 되었으며 (1년 11개월), 이틀간의 행사에는 91,200명의 관객이 참석했다. 세트리스트는 다음과 같았다: 세트리스트 1. "Attention" 2. "Cookie" 3. "Hold It Down" (하니와 다니엘) 4. "Heel Dance" (해린) 5. "Hype Boy" 6. "Hurt" (250 리믹스) 7. "New Jeans" 8. "Super Shy" 9. "Get Up" 10. "Cool with You" 11. Vaundy의 "Odoriko" (민지 커버) 12. 타케우치 마리야의 "Plastic Love" (혜인 커버) (1일차) / "Bad Friend" (혜인 커버, 리나 사와야마와 함께) (2일차) 13. "Butterflies (With U)" (다니엘) 14. 마츠다 세이코의 "푸른 산호초" (하니 커버) 15. "Bubble Gum" 16. "Right Now" 17. "Biri-Biri" (YOASOBI와 함께) (1일차) 18. "Idol" (YOASOBI만) (1일차) 19. "ETA" 20. "How Sweet" 21. "Supernatural" 22. "OMG" 23. "Ditto" 24. "ASAP" |                    |                      |      |          |

## 합동 투어, 콘서트 및 음악 축제
| 행사                          | 날짜                | 장소                          | 도시       | 국가           | 공연곡 | 참고.         |
| ----------------------------- | ------------------- | ----------------------------- | ---------- | -------------- | --- | ------------- |
| KCON                          | 2022년 10월 1일     | 더 불레바드                   | 리야드     | 사우디아라비아 | "Attention", "Hype Boy", 그리고 "Cookie" | [ 13 ]        |
| KCON                          | 2022년 10월 15일    | 아리아케 아레나               | 도쿄       | 일본           | "Attention"과 "Hype Boy" | [ 14 ]        |
| KBS 가요대축제                | 2022년 12월 16일    | 잠실실내체육관                | 서울       | 대한민국       | "Love Like Oxygen" (샤이니 커버), "Attention", 그리고 "Hype Boy" | [ 15 ]        |
| SBS 가요대전                  | 2022년 12월 24일    | 고척스카이돔                  | 서울       | 대한민국       | 인트로, "Attention", 그리고 "Tell Me" (리믹스; 원더걸스 커버) | [ 16 ] [ 17 ] |
| 위버스 콘 페스티벌            | 2023년 6월 11일     | KSPO 돔                       | 서울       | 대한민국       | 인트로, "OMG", "Ditto", "Attention", "Hype Boy", 그리고 "Cookie" | [ 18 ]        |
| 롤라팔루자                    | 2023년 8월 3일      | 그랜트 파크                   | 시카고     | 미국           | "Hype Boy", "Cookie" (록 버전), "Hurt", "Attention", "Ditto", "OMG", "New Jeans", "Super Shy", "ETA", "Cool with You", "Get Up", 그리고 "ASAP"                                                             | [ 19 ]        |
| K-POP 슈퍼 라이브             | 2023년 8월 11일     | 서울월드컵경기장              | 서울       | 대한민국       | "ETA"와 "Hype Boy" | [ 20 ]        |
| 서머 소닉                     | 2023년 8월 19일     | 지바 마린 스타디움            | 지바시     | 일본           | "Ditto", "OMG", "Cookie, "Attention", "Hype Boy", "New Jeans", "Super Shy", "ETA", "Cool with You", "Get Up", 그리고 "ASAP"                                                                                | [ 21 ]        |
| 슈퍼팝                        | 2023년 10월 7–8일   | 피아 아레나 MM                | 요코하마   | 일본           | "Be Who You Are (Real Magic)" (존 배티스트와 함께), "Zero", "Hype Boy", "Cookie", "Ditto", "OMG", "New Jeans", "Super Shy", 그리고 "ETA"                                                                   | [ 22 ] [ 23 ] |
| 뮤직뱅크 인 멕시코            | 2023년 10월 22일    | 팔라시오 데 로스 데스포르테스 | 멕시코시티 | 멕시코         | "Hype Boy", "OMG", "New Jeans", "Super Shy", "ETA", "Part of Your World", 그리고 "리멤버 미" | [ 24 ]        |
| 뮤직뱅크 글로벌 페스티벌      | 2023년 12월 9일     | 세이부 돔                     | 도코로자와 | 일본           | "OMG", "Ditto", "New Jeans", "Super Shy", 그리고 "ETA" | [ 25 ]        |
| 뮤직뱅크 글로벌 페스티벌      | 2023년 12월 15일    | KBS홀                         | 서울       | 대한민국       | "OMG", "Ditto", "New Jeans", "Super Shy", 그리고 "ETA" | [ 26 ]        |
| SBS 가요대전                  | 2023년 12월 25일    | 인스파이어 아레나             | 인천       | 대한민국       | "New Jeans", "ETA", "Ditto", 그리고 "OMG" (FRNK 리믹스) | [ 27 ]        |
| 코리아 온 스테이지            | 2024년 5월 21일     | 경복궁                        | 서울       | 대한민국       | "Cool with You", "Ditto", "ETA", 그리고 "Super Shy" | [ 28 ]        |
| 케이-웨이브 콘서트 인기가요   | 2024년 6월 2일      | 인스파이어 아레나             | 인천       | 대한민국       | "How Sweet", "Bubble Gum", 그리고 "ETA" | [ 29 ]        |
| SBS 가요대전 여름             | 2024년 7월 24일     | 인스파이어 아레나             | 인천       | 대한민국       | "How Sweet"와 "Supernatural" | [ 30 ]        |
| 얼티밋 팬덤 콘서트            | 2024년 9월 5일      | SM 몰 오브 아시아 아레나      | 베이 시티  | 필리핀         | "ETA", "Bubble Gum", "Supernatural", "How Sweet", 그리고 "Zero" | [ 31 ]        |
| 코카콜라 스튜디오 라이브 2024 | 2024년 10월 19–20일 | 사이타마 슈퍼 아레나          | 사이타마   | 일본           | "Attention", "Ditto", "OMG", "ETA", "Zero", "How Sweet", 그리고 "Supernatural" | [ 32 ]        |
| SBS 가요대전                  | 2024년 12월 25일    | 인스파이어 아레나             | 인천       | 대한민국       | "Ditto" (250 리믹스), "Cookie", 그리고 "Hype Boy" | [ 33 ]        |
| 뮤직뱅크 글로벌 페스티벌      | 2024년 12월 14일    | 후쿠오카 돔                   | 후쿠오카   | 일본           | "Super Shy", "How Sweet", 그리고 "Supernatural" | [ 34 ] [ 35 ] |
| COUNTDOWN JAPAN               | 2024년 12월 31일    | 마쿠하리 멧세                 | 지바       | 일본           | "OMG" (FRNK 리믹스), "Cookie", "Right Now", "Supernatural", "Hype Boy", "ETA", "How Sweet", "Bubble Gum", 그리고 "Ditto"                                                                                   | [ 36 ]        |
| 컴플렉스콘 2025               | 2025년 3월 23일     | 아시아월드엑스포              | 홍콩       | 중국           | "Pit Stop", "No Scrubs" (다니엘, TLC 커버), "Smile For The Camera" (민지, 업살 커버), "Dontcha" (해린, The Internet 커버), "Use Your Heart" (혜인, SWV 커버), 그리고 "My Boo" (하니, Ghost Town DJ's 커버) | [ 37 ]        |

## 시상식
| 행사                           | 날짜             | 장소                 | 도시      | 국가       | 공연곡 | 참고.         |
| ------------------------------ | ---------------- | -------------------- | --------- | ---------- | --- | ------------- |
| 제49회 한국방송대상            | 2022년 9월 5일   | KBS홀                | 서울      | 대한민국   | 해당 없음 | [ 38 ]        |
| 2022 더 팩트 뮤직 어워즈       | 2022년 10월 8일  | KBS홀                | 서울      | 대한민국   | 인트로, "Hype Boy", 그리고 "Attention"                                                                                              | [ 39 ]        |
| 제43회 청룡영화상              | 2022년 11월 25일 | KBS홀                | 서울      | 대한민국   | "Hype Boy"와 "Attention" | [ 40 ]        |
| 2022 멜론 뮤직 어워드          | 2022년 11월 26일 | 고척스카이돔         | 서울      | 대한민국   | "Cookie", "Hype Boy", 그리고 "Attention"                                                                                            | [ 41 ] [ 42 ] |
| 2022 MAMA 어워즈               | 2022년 11월 29일 | 교세라 돔            | 오사카    | 일본       | "Eleven", "Fearless", "O.O", "Hype Boy", "Wa Da Da", 그리고 "CHEER UP" (다양한 커버; IVE, LE SSERAFIM, 케플러, 그리고 NMIXX와 함께) | [ 43 ]        |
| 2022 MAMA 어워즈               | 2022년 11월 30일 | 교세라 돔            | 오사카    | 일본       | "Attention", "Cookie", "Hurt", 그리고 "Hype Boy"                                                                                    | [ 44 ]        |
| 2022 아시아 아티스트 어워즈    | 2022년 12월 13일 | 니혼 가이시 홀       | 나고야    | 일본       | "Attention" | [ 45 ]        |
| 2022 SBS 연예대상              | 2022년 12월 17일 | SBS 프리즘 타워      | 서울      | 대한민국   | "Attention" (FC 발라드림과 함께) | [ 46 ]        |
| 제37회 골든 디스크 시상식      | 2023년 1월 7일   | 라차망칼라 스타디움  | 방콕      | 태국       | "Attention" (골든 디스크 버전), "Hype Boy", 그리고 "OMG"                                                                            | [ 47 ] [ 48 ] |
| 2023 더 팩트 뮤직 어워즈       | 2023년 10월 10일 | 남동체육관           | 인천      | 대한민국   | "Super Shy"와 "ETA" | [ 49 ]        |
| 2023 빌보드 뮤직 어워즈        | 2023년 11월 19일 | 해당 없음            | 해당 없음 | 해당 없음  | "Super Shy"와 "OMG" | [ 51 ]        |
| 제44회 청룡영화상              | 2023년 11월 24일 | KBS홀                | 서울      | 대한민국   | "ETA"와 "Super Shy" | [ 52 ]        |
| 2023 멜론 뮤직 어워드          | 2023년 12월 2일  | 인스파이어 아레나    | 인천      | 대한민국   | "New Jeans", "Super Shy", "ETA", "Cool with You", "Get Up", 그리고 "ASAP"                                                           | [ 53 ]        |
| 2023 아시아 아티스트 어워즈    | 2023년 12월 14일 | 필리핀 아레나        | 보카우에  | 필리핀     | "OMG", "ETA", 그리고 "Super Shy" | [ 54 ]        |
| 제65회 일본 레코드 대상        | 2023년 12월 30일 | 신국립극장           | 도쿄      | 일본       | "Ditto", "ETA", 그리고 "New Jeans"                                                                                                  | [ 55 ]        |
| 제38회 골든 디스크 시상식      | 2024년 1월 6일   | 자카르타 국제 경기장 | 자카르타  | 인도네시아 | "Cool with You"와 "Ditto" | [ 56 ]        |
| 2024 빌보드 위민 인 뮤직       | 2024년 3월 6일   | 유튜브 시어터        | 잉글우드  | 미국       | "Super Shy"와 "ETA" | [ 57 ]        |
| 2024 더 팩트 뮤직 어워즈       | 2024년 9월 8일   | 교세라 돔            | 오사카    | 일본       | "ETA", "OMG", "Attention", 그리고 "Bubble Gum" (일본어 버전)                                                                        | [ 58 ]        |
| 2024 코리아 그랜드 뮤직 어워즈 | 2024년 11월 16일 | 인스파이어 아레나    | 인천      | 대한민국   | "Right Now", "Bubble Gum", "How Sweet", 그리고 "Supernatural"                                                                       | [ 59 ]        |
| 2024 아시아 아티스트 어워즈    | 2024년 12월 27일 | 임팩트 챌린저 홀     | 방콕      | 태국       | "Bubble Gum", "Supernatural", 그리고 "How Sweet"                                                                                    | [ 60 ]        |
| 제66회 일본 레코드 대상        | 2024년 12월 30일 | 해당 없음            | 해당 없음 | 일본       | "Supernatural" | [ 61 ]        |

## 텔레비전 프로그램 및 스페셜
| 행사                                   | 날짜             | 국가     | 공연곡 | 참고.           |
| -------------------------------------- | ---------------- | -------- | --- | --------------- |
| 엠카운트다운                           | 2022년 8월 4일   | 대한민국 | "Attention", "Hype Boy", 그리고 Cookie" | [ 62 ]          |
| 뮤직뱅크                               | 2022년 8월 5일   | 대한민국 | "Attention" | [ 63 ]          |
| 인기가요                               | 2022년 8월 7일   | 대한민국 | "Attention"과 "Cookie" | [ 64 ]          |
| 엠카운트다운                           | 2022년 8월 11일  | 대한민국 | "Attention" | [ 65 ]          |
| 뮤직뱅크                               | 2022년 8월 12일  | 대한민국 | "Hype Boy" | [ 66 ]          |
| 인기가요                               | 2022년 8월 14일  | 대한민국 | "Attention" | [ 67 ]          |
| 뮤직뱅크                               | 2022년 8월 19일  | 대한민국 | "Hype Boy"와 "Hurt" | [ 68 ]          |
| 인기가요                               | 2022년 8월 21일  | 대한민국 | "Hype Boy" | [ 69 ]          |
| 엠카운트다운                           | 2022년 8월 25일  | 대한민국 | "Hype Boy" | [ 70 ]          |
| 뮤직뱅크                               | 2022년 8월 26일  | 대한민국 | "Hurt" | [ 71 ]          |
| 인기가요                               | 2022년 8월 28일  | 대한민국 | "Hurt" | [ 72 ]          |
| 2022 닛폰 TV 뮤직 페스티벌             | 2022년 12월 28일 | 일본     | "Attention" | [ 73 ]          |
| 인기가요                               | 2023년 1월 15일  | 대한민국 | "Ditto"와 "OMG" | [ 74 ]          |
| 뮤직뱅크                               | 2023년 1월 20일  | 대한민국 | "Ditto"와 "OMG" | [ 75 ]          |
| 뮤직뱅크                               | 2023년 1월 27일  | 대한민국 | "Ditto"와 "OMG" | [ 76 ]          |
| 인기가요                               | 2023년 1월 29일  | 대한민국 | "OMG" | [ 77 ]          |
| 닛폰 TV 더 뮤직 데이 2023              | 2023년 7월 1일   | 일본     | "Ditto" | [ 78 ]          |
| 2023 FNS 가요제                        | 2023년 7월 12일  | 일본     | "Ditto" | [ 79 ]          |
| 뮤직뱅크                               | 2023년 7월 14일  | 대한민국 | "Super Shy"와 "New Jeans" | [ 80 ]          |
| TBS 텔레비전 더 뮤직 데이 2023         | 2023년 7월 15일  | 일본     | "OMG" 오토매틱 (우타다 히카루의 노래) |                 |
| 인기가요                               | 2023년 7월 16일  | 대한민국 | "Super Shy"와 "New Jeans" | [ 81 ]          |
| 뮤직뱅크                               | 2023년 7월 21일  | 대한민국 | "Super Shy", "Cool with You", 그리고 ETA" | [ 82 ]          |
| 인기가요                               | 2023년 7월 23일  | 대한민국 | "Cool with You"와 "ETA" | [ 83 ]          |
| 뮤직뱅크                               | 2023년 7월 28일  | 대한민국 | "ETA" | [ 84 ]          |
| 인기가요                               | 2023년 7월 30일  | 대한민국 | "ETA" | [ 85 ]          |
| 뮤직뱅크                               | 2023년 8월 4일   | 대한민국 | 해당 없음 | [ 86 ]          |
| 인기가요                               | 2023년 8월 6일   | 대한민국 | "Super Shy" | [ 87 ]          |
| 인기가요                               | 2023년 8월 13일  | 대한민국 | 해당 없음 | [ 88 ]          |
| 뮤직뱅크                               | 2023년 8월 25일  | 대한민국 | "ASAP" | [ 89 ]          |
| 인기가요                               | 2023년 8월 27일  | 대한민국 | "ASAP" | [ 90 ]          |
| NHK MUSIC EXPO 2023                    | 2023년 9월 14일  | 일본     | "ETA" | [ 91 ]          |
| Venue101 Presents NewJeans Get Up Live | 2023년 10월 21일 | 일본     | "New Jeans", "Super Shy", 그리고 "ETA" | [ 92 ] [ 93 ]   |
| 올해 가장 많이 들은 노래               | 2023년 12월 27일 | 일본     | "Super Shy"와 "OMG" | [ 94 ]          |
| 제74회 NHK 홍백가합전                  | 2023년 12월 31일 | 일본     | "OMG", "ETA", 그리고 "Ditto" | [ 95 ]          |
| 딕 클락스 뉴 이어스 로킨 이브          | 2023년 12월 31일 | 미국     | "Super Shy"와 "ETA" | [ 96 ]          |
| 뮤직뱅크                               | 2024년 5월 24일  | 대한민국 | "How Sweet"와 "Bubble Gum" | [ 97 ]          |
| 인기가요                               | 2024년 5월 26일  | 대한민국 | "How Sweet"와 "Bubble Gum" | [ 98 ]          |
| 뮤직뱅크                               | 2024년 5월 31일  | 대한민국 | "How Sweet" | [ 99 ]          |
| 뮤직뱅크                               | 2024년 6월 7일   | 대한민국 | "How Sweet" | [ 100 ]         |
| 뮤직뱅크                               | 2024년 6월 14일  | 대한민국 | "Bubble Gum" | [ 101 ]         |
| 인기가요                               | 2024년 6월 16일  | 대한민국 | "Bubble Gum" | [ 102 ]         |
| 메자마시 TV                            | 2024년 6월 21일  | 일본     | "Supernatural" | [ 103 ]         |
| 메자마시8                              | 2024년 6월 21일  | 일본     | "Bubble Gum" | [ 103 ]         |
| 뮤직 스테이션                          | 2024년 6월 21일  | 일본     | "Supernatural"과 "OMG" | [ 104 ]         |
| With Music                             | 2024년 6월 22일  | 일본     | "Right Now", "Supernatural", 그리고 "Bubble Gum" | [ 105 ]         |
| CDTV 라이브! 라이브!                   | 2024년 6월 24일  | 일본     | "Supernatural" | [ 106 ]         |
| 베뉴 101                               | 2024년 6월 29일  | 일본     | "Supernatural" | [ 107 ]         |
| CDTV 라이브! 라이브!                   | 2024년 7월 1일   | 일본     | "How Sweet"와 "Bubble Gum" | [ 108 ]         |
| 2024 FNS 서머 뮤직 페스티벌            | 2024년 7월 3일   | 일본     | "ETA", "OMG", 그리고 "Supernatural" | [ 109 ]         |
| 닛폰 TV 더 뮤직 데이 2024              | 2024년 7월 6일   | 일본     | "Hype Boy", "푸른 산호초" (마츠다 세이코 커버), "How Sweet", 그리고 "Plastic Love" (타케우치 마리야 커버)                                                            | [ 110 ]         |
| 뮤직뱅크                               | 2024년 7월 12일  | 대한민국 | "Right Now"와 "Supernatural" | [ 111 ]         |
| 쇼! 음악중심                           | 2024년 7월 13일  | 대한민국 | "Right Now", "Supernatural", "ETA", "OMG", 그리고 "Hype Boy" | [ 112 ]         |
| 인기가요                               | 2024년 7월 14일  | 대한민국 | "Right Now"와 "Supernatural" | [ 113 ]         |
| 위드 뮤직                              | 2024년 8월 17일  | 일본     | "Supernatural"과 "ETA" | [ 114 ]         |
| CDTV 라이브! 라이브! 서머 페스티벌 SP  | 2024년 8월 19일  | 일본     | "Odoriko" (Vaundy 커버), "The Seasons in the Sun" (TUBE 커버), "Cherry" (스피츠 커버), "Part of Your World", "Automatic" (우타다 히카루 커버), 그리고 "Supernatural" | [ 115 ] [ 116 ] |
| 위드 뮤직                              | 2024년 11월 9일  | 일본     | "OMG" | [ 117 ]         |
| 뮤직 스테이션                          | 2024년 11월 29일 | 일본     | "Ditto"와 "How Sweet" | [ 118 ]         |
| 베스트 아티스트 2024                   | 2024년 11월 30일 | 일본     | "Supernatural" | [ 118 ]         |
| 2024 FNS 뮤직 페스티벌                 | 2024년 12월 4일  | 일본     | "How Sweet"와 "Ditto" | [ 119 ]         |
| CDTV 라이브! 라이브!                   | 2024년 12월 12일 | 일본     | "Supernatural"과 "OMG" | [ 120 ]         |
| 올해 가장 많이 들은 노래               | 2024년 12월 28일 | 일본     | 해당 없음 | [ 121 ]         |
| MBC 가요대제전                         | 2025년 1월 29일  | 대한민국 | "Attention" | [ 122 ]         |

## 기타 라이브 공연
| 행사                                         | 날짜             | 장소                     | 도시     | 국가     | 공연곡                                                                             | 참고.   |
| -------------------------------------------- | ---------------- | ------------------------ | -------- | -------- | ---------------------------------------------------------------------------------- | ------- |
| 제36회 도쿄 걸즈 컬렉션                      | 2023년 3월 4일   | 국립 요요기 경기장       | 도쿄     | 일본     | "Hype Boy", "Ditto", 그리고 "OMG"                                                  | [ 123 ] |
| 제56차 아시아 개발 은행 연차총회             | 2023년 5월 3일   | 송도컨벤시아             | 인천     | 대한민국 | "Ditto"와 "OMG"                                                                    | [ 124 ] |
| 리그 오브 레전드 월드 챔피언십 2023          | 2023년 11월 19일 | 고척스카이돔             | 서울     | 대한민국 | "Gods"                                                                             | [ 125 ] |
| 나이키 오차드 로드 뉴진스                    | 2024년 2월 3일   | 오차드로드의 나이키 매장 | 싱가포르 | 싱가포르 | "Ditto", "New Jeans", "ETA", 그리고 "OMG"                                          | [ 126 ] |
| 아이유 H.E.R. 월드 투어                      | 2024년 3월 2일   | KSPO 돔                  | 서울     | 대한민국 | "Ditto", "ETA", 그리고 "Shh.."                                                     | [ 127 ] |
| 코카콜라 스튜디오 라이브 위드 뉴진스         | 2024년 6월 4일   | 해당 없음                | 도쿄     | 일본     | "Zero", "Ditto" (250 리믹스), "New Jeans", "ETA", "Bubble Gum", 그리고 "How Sweet" | [ 128 ] |
| 하프타임 쇼 토트넘 홋스퍼–바이에른 뮌헨 경기 | 2024년 8월 3일   | 서울월드컵경기장         | 서울     | 대한민국 | "Attention", "Hype Boy", "ETA", 그리고 "Super Shy"                                 | [ 129 ] |
| 2024 파리 올림픽 격려 행사                   | 2024년 8월 22일  | 해당 없음                | 서울     | 대한민국 | 해당 없음                                                                          | [ 130 ] |
| 초현실 아시아 투어                           | 2024년 12월 7일  | 인스파이어 아레나        | 인천     | 대한민국 | "How Sweet", "Right Now" (이쿠라와 함께), 그리고 "Biri-Biri" (이쿠라와 함께)       | [ 131 ] |

## 내용주
1. ↑  공연은 위버스에서 라이브로 중계되었다.
2. ↑  민지와 혜인이 IVE 멤버 이서, LE SSERAFIM 멤버 홍은채, NMIXX 멤버 설윤과 함께 공연했다.
3. ↑  다니엘이 불렀다.
4. ↑  하니와 (여자)아이들 멤버 민니가 불렀다.
5. ↑  그들의 "Cool with You" 공연은 사전 녹화되어 나중에 행사에서 방송되었다.
6. ↑  NJZ로서의 첫이자 유일한 공연.
7. ↑  모든 공연은 다양한 장소에서 온라인으로 방송되었다.[50]
8. ↑  하니가 불렀다.
9. ↑  혜인이 불렀다.
10. ↑  민지가 불렀다.
11. ↑  하니가 불렀다.
12. ↑  혜인이 불렀다.
13. ↑  다니엘이 불렀다.
14. ↑  해린이 불렀다.
15. ↑  원래 2024년 12월 31일로 예정되었으나 제주항공 2216편 활주로 이탈 사고로 인해 연기되었다.
16. ↑  혜인이 불렀다.

## 참고 자료
1. 1 2  Yoko, Miyake (2024년 6월 27일). NewJeansの魅力が炸裂！初の日本単独公演「Bunnies Camp 2024 Tokyo Dome」を速報レポート [The charm of NewJeans explodes! Breaking report on the first solo performance in Japan 'Bunnies Camp 2024 Tokyo Dome']. 《엘르》 (일본어). 2024년 7월 6일에 확인함.
2. ↑  Heo, Min-nyeong (2023년 9월 19일). 대학축제 점령한…최고요정 뉴진스 [The university festival occupied... The best fairy NewJeans]. 《Sports Dong-a》. 2023년 11월 9일에 원본 문서에서 보존된 문서. 2023년 9월 19일에 확인함.
3. ↑  Cho, Yong-jun (2023년 5월 12일). “NewJeans to hold first fan meet and greet 'Bunnies Camp' in July”. 《코리아중앙데일리》. 2023년 6월 2일에 원본 문서에서 보존된 문서. 2023년 7월 3일에 확인함.
4. ↑  Seon, Mi-kyung (2023년 5월 27일). 뉴진스, 7월 팬미팅 초고속 전석 매진..티켓 파워도 막강 [New Jeans, sold out all tickets for fan meeting in July.. Ticket power is also strong]. 《Osen》. 2023년 6월 1일에 원본 문서에서 보존된 문서. 2022년 6월 1일에 확인함 – 네이버 경유.
5. ↑  Yoon, Gi-baek (2023년 7월 3일). 아낌없이 주는 뉴진스… 이런 게 바로 ‘팬사랑’ [The generous New Jeans... This is 'fan love']. 《Edaily》. 2023년 7월 3일에 원본 문서에서 보존된 문서. 2023년 7월 3일에 확인함 – 네이버 경유.
6. ↑  Delgado, Sara (2023년 7월 5일). “NewJeans Teased New Song "ETA" and Performed Their Hits at First Fan Meeting”. 《Teen Vogue》. 2023년 7월 6일에 원본 문서에서 보존된 문서. 2023년 7월 6일에 확인함.
7. ↑  NewJeans、初の単独日本公演はいきなり東京ドーム 海外歌手史上最速で [NewJeans' first solo performance in Japan is suddenly Tokyo Dome, the fastest in the history of overseas singers]. 《오리콘 뉴스》 (일본어). 2024년 3월 27일. 2024년 3월 27일에 원본 문서에서 보존된 문서. 2024년 3월 29일에 확인함.
8. ↑  Lee, Min-ji (2024년 5월 14일). ‘정식 데뷔도 안 했는데’ 뉴진스, 日 도쿄돔 팬미팅 전석 매진 ['I didn't even make a formal debut' New Jeans, all seats at the Tokyo Dome fan meeting in Japan are sold out]. 《Newsen》. 2024년 5월 16일에 원본 문서에서 보존된 문서. 2024년 5월 14일에 확인함 – 네이버 경유.
9. ↑  NewJeans初の東京ドーム公演にYOASOBI、リナ・サワヤマがゲスト出演 [Yoasobi and Rina Sawayama make guest appearances at NewJeans' first Tokyo Dome performance]. 《나탈리》 (일본어). 2024년 3월 30일. 2024년 3월 30일에 원본 문서에서 보존된 문서. 2024년 3월 30일에 확인함.
10. ↑  “NewJeans teams up with Takashi Murakami for Japanese debut”. 《Osen》 (조선일보). 2024년 5월 2일. 2024년 5월 2일에 원본 문서에서 보존된 문서. 2024년 5월 2일에 확인함.
11. ↑  ＜ライブレポート＞NewJeansが醸し出す一体感に東京ドーム全体が沸いた【Bunnies Camp 2024】 松田聖子やVaundyカバーも話題に [Life report: The entire Tokyo Dome was excited by the sense of unity created by NewJeans 'Bunnies Camp 2024', Seiko Matsuda and Vaundy cover are also talked about]. 《빌보드 재팬》 (일본어). 2024년 6월 27일. 2024년 7월 18일에 원본 문서에서 보존된 문서. 2024년 7월 6일에 확인함.
12. ↑  Yeo, Gladys (2024년 6월 28일). “Watch Rina Sawayama perform 'Bad Friend' with NewJeans' Hyein”. 《뉴 뮤지컬 익스프레스》. 2024년 7월 18일에 원본 문서에서 보존된 문서. 2024년 7월 6일에 확인함.
13. ↑  Suacillo, Angela Patricia (2022년 10월 3일). “Watch NewJeans' first overseas live performance in KCON Saudi Arabia”. 《뉴 뮤지컬 익스프레스》. 2022년 10월 13일에 원본 문서에서 보존된 문서. 2023년 6월 11일에 확인함.
14. ↑  NewJeans初来日 『KCON』で日本初ステージ「すべての瞬間が夢のよう」 [NewJeans first visit to Japan at KCON Japan's first stage: "Every moment is like a dream"]. 《오리콘 뉴스》. 2022년 10월 15일. 2022년 11월 2일에 원본 문서에서 보존된 문서. 2023년 6월 11일에 확인함.
15. ↑  Lee, Seul (2022년 12월 17일). 엔딩은 진짜 Y2K 보아 '넘버원'…코요태→뉴진스 세대 통합 (종합)[KBS 가요대축제] [The ending is the real Y2K BoA 'Number One'... Koyote→NewJeans generation integration (comprehensive)[KBS Song Festival]]. 《Xports News》. 2023년 6월 12일에 원본 문서에서 보존된 문서. 2023년 6월 12일에 확인함 – 네이버 경유.
16. ↑  Jeong, Hee-yeon (2022년 12월 25일). 차준환 BTS 커버→뉴진스 ‘텔미’…‘2022 SBS 가요대전’ 레전드 무대 남겼다 [Cha Jun-hwan BTS cover → NewJeans' 'Tell Me'... 2022 SBS Gayo Daejeon left a legendary stage]. 《스포츠 동아》. 2022년 12월 25일에 원본 문서에서 보존된 문서. 2023년 6월 12일에 확인함 – 네이버 경유.
17. ↑  Oh, Se-jin (2022년 12월 24일). 민희진의 딸, 뉴진스 2022 대세다운 함성 [2022 SBS 가요대전] [Min Hee-jin's daughter, shouts like New Jeans 2022 trend [2022 SBS Gayo Daejeon]]. 《Osen》. 2023년 6월 12일에 원본 문서에서 보존된 문서. 2023년 6월 12일에 확인함 – 네이버 경유.
18. ↑  Kim, Hyun-deok (2023년 6월 12일). ‘위버스콘 페스티벌’ 반응 제일 뜨거웠던 무대는 뉴진스…“팬들 너무 보고 싶었다” 소감 [The stage that received the hottest reaction at the 'Weverse Con Festival' was New Jeans... “I missed the fans so much”]. 《스포츠서울》. 2023년 6월 11일에 원본 문서에서 보존된 문서. 2023년 6월 11일에 확인함 – 네이버 경유.
19. ↑  Koh, Seung-hee (2023년 8월 4일). 뉴진스, 美 ‘롤라팔루자 시카고’ 찢었다…7만 관객 ‘전곡 떼창’ [NewJeans tore up Lollapalooza Chicago... 70,000 spectators 'sing all songs together']. 《헤럴드 경제》. 2023년 8월 5일에 원본 문서에서 보존된 문서. 2023년 8월 4일에 확인함 – 네이버 경유.
20. ↑  Ji, Min-kyung (2023년 8월 11일). ‘잼버리 K팝 콘서트’ 뉴진스→아이브, 빗속 화려한 피날레..4만 대원들 ‘열광’ [종합] ['Jamboree K-Pop Concert' NewJeans → Ive, spectacular finale in the rain... 40,000 members 'enthusiasm' [Comprehensive]]. 《Osen》. 2023년 8월 11일에 원본 문서에서 보존된 문서. 2023년 8월 11일에 확인함 – 네이버 경유.
21. ↑  Lee, Jae-hoon (2023년 8월 20일). 뉴진스, 日 서머소닉 뜨자 3만명 떼창 [NewJeans, 30,000 people sang together when Japan's Summer Sonic was released]. 《뉴시스》. 2023년 8월 20일에 원본 문서에서 보존된 문서. 2023년 8월 20일에 확인함 – 네이버 경유.
22. ↑  ミセス＆水カン出演【Coke Studio Superpop Japan 2023】にNewJeans／ジョン・バティステら追加 [NewJeans/Jon Batiste and others added to Mrs. & Mizukan Coke Studio Superpop Japan 2023]. 《빌보드 재팬》 (일본어). 2023년 7월 28일. 2023년 7월 28일에 원본 문서에서 보존된 문서. 2023년 7월 28일에 확인함.
23. ↑  ＜Coke Studio Superpop Japan＞、NewJeans、ミセス、水カン、Jon Batisteらのパフォーマンスに熱狂 [＜Coke Studio Superpop Japan＞, NewJeans, Mrs., Mizukan, Jon Batiste and others were enthusiastic about their performances]. 《Barks(일본어판)》 (일본어). 2023년 10월 10일. 2023년 11월 9일에 원본 문서에서 보존된 문서. 2023년 10월 10일에 확인함. |work=에 라인 피드 문자가 있음(위치 141) (도움말)
24. ↑  Mendéz, Nancy (2023년 10월 24일). “Music Bank México 2023: they make K-pop a party” [Music Bank México 2023: they make K-pop a party]. 《엑셀시오르》 (스페인어). 2023년 11월 9일에 원본 문서에서 보존된 문서. 2023년 10월 24일에 확인함.
25. ↑  ＮｅｗＪｅａｎｓの〝地上〟「Ｄｉｔｔｏ」にアリーナ席騒然　ベルーナドームで圧巻パフォーマンス [Arena seats in NewJeans' "ground" "Ditto" is a masterpiece performance at Belluna Dome]. 《산케이 스포츠》 (일본어). 2023년 12월 10일. 2023년 12월 10일에 원본 문서에서 보존된 문서. 2023년 12월 10일에 확인함.
26. ↑  Jang, In-young (2023년 12월 16일). 日 개최 '뮤직뱅크 글로벌 페스티벌'…뉴진스 빼면 뭐가 남았나 [엑's 이슈] [Japan's 'Music Bank Global Festival'... What's left except New Jeans [Ex's Issue]]. 《Xports News》. 2023년 12월 17일에 원본 문서에서 보존된 문서. 2023년 12월 17일에 확인함.
27. ↑  Kim, Ye-na (2023년 12월 25일). 자막 실수는 오점…뉴진스, '히트곡 부자' 저력 [SBS 가요대전] [Subtitle mistakes are a blemish... NewJeans, 'Rich in Heat' [SBS Song Daejeon]]. 《Xports News》. 2023년 12월 25일에 원본 문서에서 보존된 문서. 2023년 12월 25일에 확인함.
28. ↑  Hyun, Ye-seul (2024년 5월 21일). 뉴진스, 한복 입고 경복궁 등장…민희진-하이브 분쟁 후 첫 무대 [New Jeans appears in Gyeongbok Palace in Hanbok... The first stage after the [[민희진]]-Hive conflict]. 《중앙일보》. 2024년 5월 21일에 원본 문서에서 보존된 문서. 2024년 5월 21일에 확인함. URL과 위키 링크가 충돌함 (도움말)
29. ↑  Won, Sung-yoon (2024년 5월 14일). 뉴진스, 투어스 등 SBS ‘케이-웨이브 콘서트 인기가요’ 2차 라인업 이름 올렸다 [NewJeans, TWS and others at SBS 'K-Wave Concert Popular Song' 2nd lineup was named]. 《스포츠서울》. 2024년 5월 14일에 원본 문서에서 보존된 문서. 2024년 5월 14일에 확인함.
30. ↑  Park, Dong-je (2024년 7월 24일). 뉴진스 ‘Supernatural’·‘How Sweet’, 美 빌보드 글로벌 차트서 꾸준한 인기 [NewJeans 'Supernatural'·'How Sweet', U.S. [[빌보드]] Global Charts]. 《브레이크뉴스》. 2024년 8월 3일에 확인함. URL과 위키 링크가 충돌함 (도움말)
31. ↑  Bernardo, Paul Xavier Jaehwa (2024년 9월 5일). “Concert celebrates fandom with NewJeans, Pinoy artists”. ABS-CBN 뉴스. 2024년 12월 7일에 원본 문서에서 보존된 문서. 2024년 12월 4일에 확인함.
32. ↑  NewJeans、Creepy Nutsらが出演【Coke STUDIOライブ 2024】公式レポ到着 [NewJeans, Creepy Nuts and others appear at [Coke STUDIO Live 2024] Official report arrives]. 《빌보드 재팬》 (일본어). 2024년 10월 21일. 2024년 12월 8일에 원본 문서에서 보존된 문서. 2024년 12월 4일에 확인함.
33. ↑  Yoo, Soo-yeon (2024년 12월 26일). 지드래곤→2NE1+카리나X안유진 '환승연애'까지..'SBS 가요대전' 연말 피날레 [종합] [G-Dragon→2NE1+Karina X Ahn Yu-jin 'Hwan Seung-dae'..' SBS Song Contest' year-end finale [comprehensive]]. 《Osen》. 2024년 12월 27일에 확인함.
34. ↑  Grover, Ashima (2024년 12월 18일). “2024 KBS Song Festival to go live with NCT Dream, aespa and more post-Music Bank fest: When and where to watch”. 《힌두스탄 타임스》. 2024년 12월 23일에 확인함.
35. ↑  Baek, Jieun (2024년 12월 20일). “Five invincible people, even if they don't use the name of New Jeans, are caught up by non-Adoir visas.”. 《스포츠조선》. 2024년 12월 23일에 확인함.
36. ↑  “NewJeans - COUNTDOWN JAPAN 24/25 ライブ写真＆セットリスト｜音楽情報サイトrockinon.com(ロッキング・オン ドットコム)”. 《rockinon.com》 (일본어). 2025년 2월 7일에 확인함.
37. ↑  Sheckells, Melinda (2025년 3월 23일). “NJZ Debuts New Song ‘Pit Stop’ at ComplexCon Hong Kong, Announces Hiatus”. 《빌보드》. 2025년 3월 23일에 확인함.
38. ↑  Lee, Su-ji (2022년 8월 29일). 방송협회, 9월5일 제49회 한국방송대상 시상식 [Korea Broadcasting Association, September 5th 49th Korea Broadcasting Awards Ceremony]. 《뉴시스》. 2022년 8월 29일에 원본 문서에서 보존된 문서. 2023년 6월 11일에 확인함 – 네이버 경유.
39. ↑  Hwang, Hye-jin (2022년 10월 9일). 뉴진스, 데뷔 79일만 첫 신인상 수상 “응원해주는 팬분들 감사” [New Jeans, first rookie award in 79 days since debut “Thank you to the fans who support you”]. 《Newsen》. 2023년 6월 12일에 원본 문서에서 보존된 문서. 2023년 6월 12일에 확인함 – 네이버 경유.
40. ↑  Kim, Yu-jin (2022년 11월 26일). 지코 떴다…'아무노래' 흥 폭발 고경표, '안개' 무대에 탕웨이 눈물 [청룡영화상] [Zico is out... Go Kyung-pyo bursts with excitement in 'Any Song', and Tang Wei tears on the stage of 'The Fog' [Blue Dragon Film Awards]]. 《Xports News》. 2023년 6월 11일에 원본 문서에서 보존된 문서. 2023년 6월 11일에 확인함 – 네이버 경유.
41. ↑  Jeon, Hyo-jin (2023년 11월 27일). 임영웅 5관왕→아이브·뉴진스, 올해의 신인…MMA2022 성료 [Lim Young-woong 5 crowns → Ive New Jeans, Rookie of the Year… Successful completion of MMA2022]. 《스포츠 동아》. 2022년 11월 27일에 원본 문서에서 보존된 문서. 2023년 6월 12일에 확인함 – 네이버 경유.
42. ↑  Ahn, Byung-gil (2022년 11월 27일). 뉴진스 ‘MMA 2022’ 2관왕 [New Jeans 'MMA 2022' 2 crowns]. 《스포츠경향》. 2023년 6월 12일에 원본 문서에서 보존된 문서. 2023년 6월 12일에 확인함 – 네이버 경유.
43. ↑  Chin, Carmen (2022년 11월 30일). “Watch performances by Stray Kids, Le Sserafim and more from 2022 MAMA Day 1”. 《뉴 뮤지컬 익스프레스》. 2023년 2월 8일에 원본 문서에서 보존된 문서. 2023년 6월 12일에 확인함.
44. ↑  Chin, Carmen (2022년 12월 1일). “BTS, Ive and more take home the biggest awards on Day 2 of the 2022 MAMA Awards”. 《뉴 뮤지컬 익스프레스》. 2023년 2월 2일에 원본 문서에서 보존된 문서. 2023년 6월 12일에 확인함.
45. ↑  Lee, Ye-ju (2022년 12월 14일). 뉴진스 ‘AAA’ 2관왕 [New Jeans ‘AAA’ 2 crowns]. 《스포츠경향》. 2023년 6월 12일에 원본 문서에서 보존된 문서. 2023년 6월 12일에 확인함 – 네이버 경유.
46. ↑  Choi, Na-young (2022년 12월 18일). ”대상 20개 도전" 유재석 'SBS 연예대상' 영예…"13년 '런닝맨' 숙제" [종합] [“20 grand prize challenges” Yoo Jae-seok’s ‘SBS Entertainment Grand Prize’ honor… “13 year ‘Running Man’ homework” [Comprehensive]]. 《Osen》. 2023년 6월 12일에 원본 문서에서 보존된 문서. 2023년 6월 12일에 확인함 – 네이버 경유.
47. ↑  Yim, Seung-hye (2022년 12월 7일). “Lineup for Golden Disc Awards ceremony partially announced”. 《코리아중앙데일리》. 2023년 1월 11일에 원본 문서에서 보존된 문서. 2023년 6월 12일에 확인함.
48. ↑  Yeo, Gladys (2023년 1월 9일). “Watch NewJeans perform the single 'OMG' for the first time at the 37th Golden Disc Awards”. 《뉴 뮤지컬 익스프레스》. 2023년 1월 9일에 원본 문서에서 보존된 문서. 2023년 6월 12일에 확인함.
49. ↑  Kim, Ji-hye (2023년 10월 11일). 뉴진스, 'TMA' 2관왕..글로벌 신드롬 계속 [NewJeans, two gold medals of 'TMA'.. Continued global syndrome]. 《헤럴드 팝》. 2023년 11월 9일에 원본 문서에서 보존된 문서. 2023년 10월 11일에 확인함.
50. ↑  Grein, Paul (2023년 10월 19일). “2023 Billboard Music Awards Teams With Spotify for Reimagined Awards Show”. 《빌보드》. 2023년 10월 31일에 원본 문서에서 보존된 문서. 2023년 10월 27일에 확인함.
51. ↑  Lee, Chae-min (2023년 11월 9일). “NewJeans to make Billboard Music Awards performance debut”. 《코리아중앙데일리》. 2023년 11월 9일에 원본 문서에서 보존된 문서. 2023년 11월 9일에 확인함.
52. ↑  Han, Hae-sun (2023년 11월 24일). 뉴진스, '제44회 청룡영화상' 등장..조인성·도경수 흐뭇→정유미 '댄스' [NewJeans, '44th Blue Dragon Film Award' appeared.. Jo In-sung and Do Kyung-soo are happy→Jeong Yu-mi 'Dance']. 《스타뉴스》. 2023년 11월 24일에 원본 문서에서 보존된 문서. 2023년 11월 24일에 확인함.
53. ↑  Lee, Ye-jin (2023년 12월 3일). 뉴진스, 아쉬움 채운 6곡 공연 어땠나…대상 2관왕 포함 5관왕 (MMA2023)[종합] [NewJeans, how was the performance of 6 songs filled with regret... 5 crowns including 2 grand prize (MMA2023)[Comprehensive]]. 《Xports News》. 2023년 12월 3일에 원본 문서에서 보존된 문서. 2023년 12월 3일에 확인함.
54. ↑  Myung, Hee-sook (2023년 12월 15일). 뉴진스, ‘2023 AAA’ 대상 2관왕 포함 6개 부문 수상 "상상 못했다" [New Jeans won 6 categories, including 2 gold medals in the '2023 AAA' grand prize "did not win"]. 《Xports News》. 2023년 12월 15일에 원본 문서에서 보존된 문서. 2023년 12월 15일에 확인함.
55. ↑  『日本レコード大賞』出演アーティスト&歌唱曲発表 YOASOBIは「アイドル」、NewJeansは「Ditto」など3曲 ["Japan Record Award" appearance artist & singing song announcement Yoasobi is "Idol", NewJeans is "Ditto" and other 3 songs]. 《오리콘 뉴스》 (일본어). 2023년 12월 19일. 2023년 12월 19일에 원본 문서에서 보존된 문서. 2023년 12월 19일에 확인함.
56. ↑  Yeo, Gladys (2024년 1월 8일). “Here are all the performers and winners of the 38th Golden Disc Awards”. 《뉴 뮤지컬 익스프레스》. 2024년 1월 8일에 원본 문서에서 보존된 문서. 2024년 1월 8일에 확인함.
57. ↑  Martin, Annie (2024년 3월 7일). “NewJeans teases new music, tour at Billboard Women in Music event”. 《UPI》. 2024년 3월 7일에 확인함.
58. ↑  Woo, Ji-won (2024년 9월 9일). “NewJeans publicly thanks former ADOR CEO Min Hee-jin during acceptance speech”. 《코리아중앙데일리》. 2024년 10월 1일에 확인함.
59. ↑  Park, So-young (2024년 11월 17일). 뉴진스, 대상 싹쓸이 시동..고양이 해린→강아지 다니엘 '활짝'(‘KGMA’) [New Jeans, Target Sweep Start.. Cat [[해린 (2006년)|해린]] → Dog [[다니엘 (2005년)|다니엘]] 'Full' ('KGMA')]. 《Osen》. 2024년 12월 7일에 원본 문서에서 보존된 문서. 2024년 12월 4일에 확인함. URL과 위키 링크가 충돌함 (도움말)
60. ↑  Ji, Seunghun (2024년 12월 28일). “Group NewJeans won the grand prize at the Asian Artist Awards (AAA) for the third consecutive year”. 《매일경제신문》. 2024년 12월 28일에 원본 문서에서 보존된 문서. 2024년 12월 28일에 확인함.
61. ↑  【レコ大】韓国アーティストは全グループ喪章、NewJeansは襟に 「Supernatural」披露 [[Reko University] Korean artists mourn all groups, NewJeans show off "Supernatural" on the collar]. 《오리콘 뉴스》 (일본어). 2024년 12월 30일. 2024년 12월 30일에 원본 문서에서 보존된 문서. 2024년 12월 30일에 확인함.
62. ↑  Lee, Da-won (2022년 8월 5일). ‘엠카’ 뉴진스에 감겼다 ['M Countdown' wrapped in new jeans]. 《스포츠경향》. 2022년 8월 5일에 원본 문서에서 보존된 문서. 2023년 8월 5일에 확인함 – 네이버 경유.
63. ↑  Oh, Seung-hyun (2022년 8월 5일). '뮤직뱅크' 에이티즈, 스테이씨 꺾고 1위…뉴진스 데뷔+지코·예나 컴백 [종합] ['Music Bank' Ateez beat StayC to win first place... New Jeans Debut + Zico·Yena Comeback [Comprehensive]]. 《Xports News》. 2023년 8월 6일에 원본 문서에서 보존된 문서. 2023년 8월 5일에 확인함 – 네이버 경유.
64. ↑  Hwang, Su-yeon (2022년 8월 7일). '인기가요' 트와이스 나연 1위…'민희진 걸그룹' 뉴진스 데뷔 [종합] ['Inkigayo' Twice Nayeon 1st place... '[[민희진]] girl group' New Jeans debut [Comprehensive]]. 《Xports News》. 2023년 8월 6일에 원본 문서에서 보존된 문서. 2023년 8월 5일에 확인함 – 네이버 경유. URL과 위키 링크가 충돌함 (도움말)
65. ↑  Hwang, Hye-jin (2022년 8월 11일). ‘엠카’ 펜타곤 키노 솔로 데뷔→뉴진스 ‘어텐션’ 무대[오늘TV] ['M Countdown' Pentagon Kino's solo debut → New Jin's 'Attention' stage [Today TV]]. 《Newsen》. 2023년 8월 6일에 원본 문서에서 보존된 문서. 2023년 8월 6일에 확인함 – 네이버 경유.
66. ↑  Kim, Hye-mi (2022년 8월 12일). 뉴진스 ‘Hype Boy’, 무대 공개...청량한 청청 패션 [New Jeans 'Hype Boy', stage reveal...refreshing blue fashion]. 《뉴스인사이드》. 2022년 8월 13일에 원본 문서에서 보존된 문서. 2023년 8월 6일에 확인함.
67. ↑  Kim, Bo-ra (2022년 8월 14일). '인기가요' 있지, 에스파·뉴진스 제치고 1위…코요태 컴백[종합] ['Inkigayo' You know, beat Espa and New Jeans to win first place... Koyote Comeback [Comprehensive]]. 《Osen》. 2023년 8월 6일에 원본 문서에서 보존된 문서. 2023년 8월 6일에 확인함 – 네이버 경유.
68. ↑  Yeon, Hwi-seon (2022년 8월 19일). 뉴진스 '뮤직뱅크' 1위, '민희진 걸그룹' 음악방송 휩쓰는 중 [종합] [New Jeans 'Music Bank' 1st place, '[[민희진]] girl group' sweeping music broadcasts [Comprehensive]]. 《Osen》. 2023년 8월 6일에 원본 문서에서 보존된 문서. 2023년 8월 6일에 확인함 – 네이버 경유. URL과 위키 링크가 충돌함 (도움말)
69. ↑  Jang, In-young (2022년 8월 22일). 뉴진스, '어텐션'으로 음방 4관왕…"행복한 시간" [New Jeans wins 4 music awards with 'Attention'... "Happy Hour"]. 《뉴시스》. 2023년 8월 6일에 원본 문서에서 보존된 문서. 2023년 8월 6일에 확인함 – 네이버 경유.
70. ↑  Oh, Seung-hyun (2022년 8월 25일). 블랙핑크, 컴백과 동시에 1위…아이브·레오 컴백 (엠카)[종합] [Blackpink, 1st place at the same time as the comeback... Ive Leo Comeback (M Countdown)[Comprehensive]]. 《Xports News》. 2022년 9월 6일에 원본 문서에서 보존된 문서. 2023년 8월 6일에 확인함 – 네이버 경유.
71. ↑  Oh, Seung-hyun (2022년 8월 26일). '뮤직뱅크' 더보이즈, 뉴진스 꺾고 1위…트와이스·아이브 컴백 [종합] ['Music Bank' The Boyz beat the NewJeans and ranks first... Twice·Ive comeback [Comprehensive]]. 《Xports News》. 2023년 8월 13일에 원본 문서에서 보존된 문서. 2023년 8월 13일에 확인함 – 네이버 경유.
72. ↑  Kim, Hyun-jung (2022년 8월 28일). [인기가요 출연진] 28일 블랙핑크, 트와이스 컴백...아이브, 뉴진스 등출격 [[Inkigayo Cast] Blackpink, Twice comeback on the 28th... Ive, New Jeans, etc. sortie]. 《국제뉴스》. 2023년 8월 6일에 원본 문서에서 보존된 문서. 2023년 8월 6일에 확인함.
73. ↑  NewJeans、日本のTV初出演でトレンド入り 日本語あいさつに水卜麻美アナもメロメロ [NewJeans become a trend with their first TV appearance in Japan]. 《오리콘 뉴스》. 2023년 12월 28일. 2023년 1월 17일에 원본 문서에서 보존된 문서. 2023년 6월 20일에 확인함.
74. ↑  Yeon, Hwi-seon (2023년 1월 15일). '인기가요' 뉴진스 1위, 'OMG' 퍼포먼스 공개 하자마자 트로피 싹쓸이 [종합] ['Inkigayo' New Jeans 1st place, 'OMG' performance was released and trophies were swept away [Comprehensive]]. 《Osen》. 2023년 8월 6일에 원본 문서에서 보존된 문서. 2023년 8월 6일에 확인함 – 네이버 경유.
75. ↑  Oh, Yoon-joo (2023년 1월 20일). '뮤뱅' 몬스타엑스 1위 "사랑한다!"…뉴진스, 민지 MC 데뷔→심쿵 무대 [종합] ['Mubang' Monsta X 1st place "I love you!"... New Jeans, [[민지 (2004년생 가수)|민지]] MC debut → heart-thumping stage [Comprehensive]]. 《마이데일리》. 2023년 1월 20일에 원본 문서에서 보존된 문서. 2023년 8월 6일에 확인함 – 네이버 경유. URL과 위키 링크가 충돌함 (도움말)
76. ↑  Moon, Wan-sik (2023년 1월 28일). 뉴진스 'OMG' 뮤직뱅크 1위..음악방송 8관왕 [New Jeans 'OMG' Music Bank 1st place... 8 awards on music shows]. 《스타뉴스》. 2023년 8월 6일에 원본 문서에서 보존된 문서. 2023년 8월 6일에 확인함 – 네이버 경유.
77. ↑  Hwang, Soo-yeon (2023년 1월 29일). 뉴진스 'Ditto'로 1위, '인기가요' 1월 싹쓸이…투바투·예성 컴백 [종합] [1 with New Jeans' 'Ditto', sweeping January with 'Inkigayo'... Tubatou·Yesung Comeback [Comprehensive]]. 《Xports News》. 2023년 8월 6일에 원본 문서에서 보존된 문서. 2023년 8월 6일에 확인함 – 네이버 경유.
78. ↑  「The Music Day」タイムテーブル…各アーティストの歌う曲と出演時間帯まとめ 日テレ系音楽の祭典7月1日放送 ["The Music Day" timetable ... Summary of songs sung by each artist and appearance time zone Nippon TV music festival broadcast on July 1]. 《후쿠이신문》. 2023년 7월 1일. 2023년 7월 1일에 원본 문서에서 보존된 문서. 2023년 7월 1일에 확인함.
79. ↑  『FNS歌謡祭 夏』2023のタイムテーブル【出演者と曲の一覧】 [FNS Kayo Festival Summer 2023 timetable [List of performers and songs]]. 《허핑턴 포스트 재팬》 (일본어). 2023년 7월 12일. 2023년 7월 13일에 원본 문서에서 보존된 문서. 2023년 7월 23일에 확인함.
80. ↑  Kim, Na-yeon (2023년 7월 14일). '뮤직뱅크' (여자)아이들, 샤이니 꺾고 1위..뉴진스→엑소 컴백[종합] ['Music Bank' (G)I-dle beats Shinee to win 1st place.. New Jeans → Exo comeback [Comprehensive]]. 《스타뉴스》. 2023년 7월 15일에 원본 문서에서 보존된 문서. 2023년 7월 21일에 확인함 – 네이버 경유.
81. ↑  Kim, No-eul (2023년 7월 16일). '인기가요' 뉴진스, 청량하고 산뜻한 컴백 "'슈퍼샤이' 에너지 넘쳐" ['Inkigayo' New Jeans, refreshing and refreshing comeback "'Supershy' overflowing with energy"]. 《스타뉴스》. 2023년 7월 23일에 원본 문서에서 보존된 문서. 2023년 7월 21일에 확인함 – 네이버 경유.
82. ↑  Choi, Hee-jae (2023년 7월 21일). '뮤직뱅크' 엑소, 출연 없이 1위…제로베이스원 데뷔·NCT DREAM 컴백 [종합] ['Music Bank' EXO, 1st place without appearing... Zero Base One Debut NCT DREAM Comeback [Comprehensive]]. 《Xports News》. 2023년 7월 23일에 원본 문서에서 보존된 문서. 2023년 7월 21일에 확인함 – 네이버 경유.
83. ↑  Ji, Min-kyung (2023년 7월 23일). ‘인기가요’ 뉴진스, ‘Super Shy’로 1위..NCT DREAM 컴백 [종합] ['Inkigayo' New Jeans, 1st place with 'Super Shy'..NCT DREAM comeback [Comprehensive]]. 《Osen》. 2023년 7월 23일에 원본 문서에서 보존된 문서. 2023년 7월 23일에 확인함 – 네이버 경유.
84. ↑  Shin, Ji-ji (2023년 7월 28일). NCT 드림, 뉴진스 제치고 1위…소유·오마이걸·셔누X형원 컴백 (뮤뱅)[종합] [NCT Dream beats New Jeans to take first place... Soyou·Oh My Girl·Shownu X Hyungwon Comeback (Mubang)[Comprehensive]]. 《Xports News》. 2023년 7월 28일에 원본 문서에서 보존된 문서. 2023년 7월 28일에 확인함 – 네이버 경유.
85. ↑  Jeon, Jae-kyung (2023년 8월 2일). 뉴진스, 음악방송서 뮤비 콘셉트 재현 '갑론을박' [New Jeans, recreating the music video concept on music broadcasts, 'Gapron Eul Park']. 《뉴시스》. 2023년 8월 6일에 원본 문서에서 보존된 문서. 2023년 8월 5일에 확인함 – 네이버 경유.
86. ↑  Ahn, Yoon-ji (2023년 8월 4일). '뮤직뱅크' 엔시티 드림, 무대 없어도 1위..인피니트·있지 컴백 [종합] ['Music Bank' NCT Dream, 1st place even without a stage... Infinite and ITZY comeback [Comprehensive]]. 《스타뉴스》. 2023년 8월 6일에 원본 문서에서 보존된 문서. 2023년 8월 5일에 확인함 – 네이버 경유.
87. ↑  Oh, Yoon-joo (2023년 8월 6일). '인기가요' 정국 출연 없이 1위, 오늘의 엔딩 요정은? [종합] [1st place on 'Inkigayo' without Jungkook appearing, who is today's ending fairy? [Synthesis]]. 《마이데일리》. 2023년 8월 6일에 원본 문서에서 보존된 문서. 2023년 8월 6일에 확인함 – 네이버 경유.
88. ↑  Yeon, Hwi-seon (2023년 8월 13일). "역시 BTS" 방탄소년단 정국, '인기가요' 출연 없이도 1위 [종합] ["As expected of BTS" Jungkook of the BTS, 1st place without appearing in 'Inkigayo' [Comprehensive]]. 《Osen》. 2023년 8월 20일에 원본 문서에서 보존된 문서. 2023년 8월 18일에 확인함 – 네이버 경유.
89. ↑  Shim, Min-kyung (2023년 8월 25일). [뮤직뱅크] 다음 만남을 기약하는 뉴진스의 몽환적인 여운 ♪ASAP [[[뮤직뱅크]] 다음 만남을 기약하는 뉴진스의 몽환적인 여운 ♪ASAP]. 《KBS 연예》. 2023년 8월 26일에 원본 문서에서 보존된 문서. 2023년 8월 25일에 확인함. URL과 위키 링크가 충돌함 (도움말)
90. ↑  Jang, In-young (2023년 8월 28일). "심장 뛰어 도망"…'성덕' 된 악뮤 이수현, 뉴진스 실물 어땠길래 [엑's 이슈] ["Running heart and running away"... Akmu Lee Soo-hyun who became 'Sungdeok', how was the real thing of Newjins [Ek's issue]]. 《Xports News》. 2023년 8월 30일에 원본 문서에서 보존된 문서. 2023년 8월 30일에 확인함.
91. ↑  新音楽特番『NHK Music Expo2023』放送決定 YOASOBI・SEVENTEEN・NewJeansら世界を舞台に活躍するアーティスト8組が集結【出演アーティスト・楽曲一覧】 [New music special "NHK Music Expo 2023" will be broadcast Yoasobi, Seventeen, NewJeans and other 8 groups of artists active on the world stage gather [List of performing artists and songs]]. 《오리콘 뉴스》 (일본어). 2023년 9월 3일. 2023년 9월 4일에 원본 문서에서 보존된 문서. 2023년 9월 9일에 확인함.
92. ↑  NewJeans、NHK特番10・21放送決定 スタジオライブ&メンバーだけのトークも [NewJeans, NHK special number 10 broadcast on the 21, studio live & members only talk]. 《오리콘 뉴스》 (일본어). 2023년 10월 11일. 2023년 11월 9일에 원본 문서에서 보존된 문서. 2023년 10월 11일에 확인함.
93. ↑  NewJeans、流暢な日本語でファンと交流！「Venue101」出演が話題…お互いのカワイイところも明かす [NewJeans, interact with fans in fluent Japanese! Venue101 appearance is a hot topic ... We will also reveal each other's cuteness]. 《Kstyle》 (일본어). 2023년 10월 22일. 2023년 10월 26일에 원본 문서에서 보존된 문서. 2023년 10월 23일에 확인함.
94. ↑  NewJeans「Super Shy」＆「OMG」パフォーマンスに反響「かわいいが溢れまくってて最高」 [NewJeans "Super Shy" & "OMG" performance echoed "It's the best because it's full of cuteness"]. 《MusicVoice》. 2023년 12월 27일. 2023년 12월 27일에 원본 문서에서 보존된 문서. 2023년 12월 27일에 확인함.
95. ↑  NewJeans、スペシャルメドレーで『第74回NHK紅白歌合戦』出場決定 [NewJeans will participate in the "74th NHK Kohaku Uta Gassen" in a special medley]. 《빌보드 재팬》. 2023년 12월 29일. 2023년 12월 29일에 원본 문서에서 보존된 문서. 2023년 12월 29일에 확인함.
96. ↑  Daw, Stephen (2023년 12월 13일). “Post Malone, NewJeans & More Added to Lineup for 'Dick Clark's New Year's Rockin' Eve 2024'”. 《빌보드》. 2023년 12월 13일에 원본 문서에서 보존된 문서. 2023년 12월 13일에 확인함.
97. ↑  Lee, Nam-hee (2024년 5월 24일). [뮤직뱅크] 청량+힙 감성 제대로...뉴진스, 더블 타이틀 곡 ‘How Sweet’ 무대 첫 공개 [[[뮤직뱅크]] 청량+힙 감성 제대로...뉴진스, 더블 타이틀 곡 ‘How Sweet’ 무대 첫 공개]. KBS 연예. 2024년 5월 24일에 원본 문서에서 보존된 문서. 2024년 5월 24일에 확인함. URL과 위키 링크가 충돌함 (도움말)
98. ↑  Sun, Mi-kyung (2024년 5월 26일). "방송 보고 울어"..뉴진스, '활동 불참' 혜인 챙긴 의리 ["I cry after watching the broadcast".. New Jeans, 'Inactivity absent' [[혜인 (가수)|혜인]]'s loaltic]. 《Osen》. 2024년 7월 18일에 원본 문서에서 보존된 문서. 2024년 5월 29일에 확인함. URL과 위키 링크가 충돌함 (도움말)
99. ↑  Lee, Nam-hee (2024년 5월 31일). [뮤직뱅크] 청량+힙 감성 제대로...뉴진스, ‘How Sweet’로 1위 “민희진 대표님 사랑합니다” [[[뮤직뱅크]] 소프트 + 힙 감성 제대로... 뉴진스, 'How Sweet'으로 1위 "[[민희진]] 대표님 사랑합니다"]. KBS 연예. 2024년 5월 31일에 원본 문서에서 보존된 문서. 2024년 5월 31일에 확인함. URL과 위키 링크가 충돌함 (도움말)
100. ↑  Lee, Nam-hee (2024년 6월 7일). [뮤직뱅크] 청량+힙 감성 제대로...뉴진스, ‘How Sweet’ [[[뮤직뱅크]] 청량+힙 감성 제대로... 뉴진스, 'How Sweet']. KBS 연예. 2024년 6월 7일에 원본 문서에서 보존된 문서. 2024년 6월 7일에 확인함. URL과 위키 링크가 충돌함 (도움말)
101. ↑  Lee, Nam-hee (2024년 6월 14일). [뮤직뱅크] 10대만의 청량+힙 감성 제대로...뉴진스, ‘How Sweet’ [[[뮤직뱅크]] 10대만의 청량+힙 감성 제대로... 뉴진스, 'How Sweet']. KBS 연예. 2024년 7월 18일에 원본 문서에서 보존된 문서. 2024년 6월 14일에 확인함. URL과 위키 링크가 충돌함 (도움말)
102. ↑  Bae, Hyo-ju (2024년 6월 16일). "‘인기가요’ 뉴진스, 발등 부상 혜인 제외 4人 출격‥상큼 ‘버블검’ [‘Inkigayo’ NewJeans, 4 members excluding [[혜인 (가수)|혜인]] due to foot injury, refreshing ‘Bubble Gum’]. 《Osen》. 2024년 7월 18일에 원본 문서에서 보존된 문서. 2024년 6월 21일에 확인함. URL과 위키 링크가 충돌함 (도움말)
103. ↑  NewJeans、ついに日本デビュー “スーパーナチュナル”な日本語も話題 [NewJeans finally makes its Japanese debut, with its "Supernatural" Japanese being a hot topic]. 《오리콘 뉴스》 (일본어). 2024년 6월 21일. 2024년 6월 30일에 원본 문서에서 보존된 문서. 2024년 7월 10일에 확인함.
104. ↑  NewJeans、初登場Mステで日本デビュー曲披露へ「ドキドキしています!」 HYDEはマイファスとコラボ「眼福です」 [NewJeans to perform their Japanese debut song on Music Station for the first time, "I'm so excited!" HYDE to collaborate with My First Story, "It's a feast for the eyes"]. 《오리콘 뉴스》 (일본어). 2024년 6월 21일. 2024년 7월 18일에 원본 문서에서 보존된 문서. 2024년 7월 10일에 확인함.
105. ↑  NewJeans、最新曲「Right Now」日本のテレビ初披露 『with MUSIC』次週出演者&歌唱曲発表 [NewJeans, latest song "Right Now" debuts on Japanese TV "with MUSIC" next week's performers & songs announced]. 《오리콘 뉴스》 (일본어). 2024년 6월 15일. 2024년 7월 18일에 원본 문서에서 보존된 문서. 2024년 7월 10일에 확인함.
106. ↑  『CDTVライブ!』2時間半SP出演者&歌唱曲発表 NewJeans、Aぇ! group、INIら9組 ["CDTV Live!" 2.5-hour special performers and songs announced: NewJeans, Ae! group, INI and 9 other groups]. 《오리콘 뉴스》 (일본어). 2024년 6월 18일. 2024년 7월 10일에 원본 문서에서 보존된 문서. 2024년 7월 10일에 확인함.
107. ↑  NewJeans、櫻坂46、NCT WISHがNHK「Venue101」で競演 [NewJeans, Sakurazaka46, and NCT WISH to compete on NHK's "Venue101"]. 《나탈리》 (일본어). 2024년 6월 23일. 2024년 7월 18일에 원본 문서에서 보존된 문서. 2024년 7월 10일에 확인함.
108. ↑  「CDTV」にILLIT、Aぇ! group、櫻坂46、JO1、ビーバー、超特急、NewJeans、乃紫、ME:I ["CDTV" will feature ILLIT, Ae! group, Sakurazaka46, JO1, Beaver, Bullet Train, NewJeans, Nomurasaki, ME:I]. 《나탈리》 (일본어). 2024년 6월 25일. 2024년 7월 18일에 원본 문서에서 보존된 문서. 2024년 7월 10일에 확인함.
109. ↑  本日放送「FNS歌謡祭2024 夏」タイムテーブル発表！NewJeans、ME:I、Number_iら登場 [Today's broadcast of "FNS Song Festival 2024 Summer" timetable announced! NewJeans, ME:I, Number_i and more will appear!]. 《나탈리》 (일본어). 2024년 7월 3일. 2024년 7월 18일에 원본 문서에서 보존된 문서. 2024년 7월 10일에 확인함.
110. ↑  「THE MUSIC DAY」タイムテーブル発表！Snow Man、乃木坂46、ミセス、NewJeansら登場 ["THE MUSIC DAY" timetable announced! Snow Man, Nogizaka46, Mrs., NewJeans and more to appear]. 《나탈리》 (일본어). 2024년 7월 4일. 2024년 7월 18일에 원본 문서에서 보존된 문서. 2024년 7월 10일에 확인함.
111. ↑  Lee, Nam-hee (2024년 7월 12일). [뮤직뱅크] ‘부상’ 혜인 합류 5인 완전체 모였다...뉴진스 ‘Right Now’ [[[뮤직뱅크]] ‘부상’ [[혜인 (가수)|혜인]] 합류 5인 완전체 모였다...뉴진스 ‘Right Now’]. KBS 연예. 2024년 7월 15일에 원본 문서에서 보존된 문서. 2024년 7월 15일에 확인함. URL과 위키 링크가 충돌함 (도움말)
112. ↑  Jeong, Hee-won (2024년 7월 13일). 뉴진스, '음악중심' 완전체 첫 출격…라잇 나우부터 하이프 보이까지 '다섯 곡이나!' [NewJeans, first appearance as a complete group on ‘Music Core’… From Right Now to Hype Boy, 'Five songs!']. 《스포츠월드》. 2024년 7월 18일에 원본 문서에서 보존된 문서. 2024년 7월 15일에 확인함 – 네이트 뉴스 경유.
113. ↑  Bae, Hyo-ju (2024년 7월 14일). ‘인기가요’ 이영지 1위‥뉴진스 혜인 합류로 5인 완전체 복귀 [‘[[SBS 인기가요|인기가요]]’ 이영지 1위‥ 뉴진스 [[혜인 (가수)|혜인]] 합류로 5인 완전체 복귀]. 《뉴시스》. 2024년 7월 15일에 확인함 – MSN 경유. URL과 위키 링크가 충돌함 (도움말)
114. ↑  次週「with MUSIC」にano、NewJeans、BE:FIRST、flumpool、ポルノ、WANIMA [Next week "With Music" to Ano, NewJeans, Be:First, Flumpool, Porn, Wanima]. 《나탈리》 (일본어). 2024년 8월 10일. 2024년 8월 10일에 확인함.
115. ↑  『CDTVライブ!ライブ!』4時間半SP出演者第1弾発表 次回はリクエストSP ["CDTV Live! Live!" The first announcement of the 4 and a half hours SP performers Next time is request SP]. 《오리콘 뉴스》 (일본어). 2024년 8월 5일. 2024년 8월 5일에 확인함.
116. ↑  NewJeansがTUBE、スピッツ、宇多田ヒカル、Vaundyらカバーした動画公開 [NewJeans releases cover videos of TUBE, Spitz, Hikaru Utada, Vaundy, and more]. 《나탈리》. 2024년 10월 23일. 2024년 12월 3일에 원본 문서에서 보존된 문서. 2024년 12월 5일에 확인함.
117. ↑  次回「with MUSIC」NewJeansが日テレのあちこちから「OMG」いきものがかりは3曲 [Next time on "with MUSIC" NewJeans will be performing "OMG" from various places on Nippon Television, with three songs from Ikimonogakari]. 《나탈리》 (일본어). 2024년 11월 2일. 2024년 12월 7일에 원본 문서에서 보존된 문서. 2024년 12월 5일에 확인함.
118. ↑  渦中の「NewJeans」連夜の生放送出演　Mステに続き「ベストアーティスト2024」でパフォ披露 [The band NewJeans will be performing live on [[뮤직 스테이션]] and Best Artist 2024 every night.]. 《스포츠닛폰 아넥스》 (일본어). 2024년 11월 30일. 2024년 12월 4일에 확인함. URL과 위키 링크가 충돌함 (도움말)
119. ↑  NewJeans、騒動触れずもFNS歌謡祭出演に「制服＆Dittoやばかった」「やっぱニュジ最高」 [NewJeans performs at [[FNS 가요제]] despite not being involved in the scandal. "The uniforms and Ditto were awesome" "NewJeans are the best"]. 《닛칸스포츠》 (일본어). 2024년 12월 4일. 2024년 12월 4일에 확인함. URL과 위키 링크가 충돌함 (도움말)
120. ↑  12・16放送『CDTV』クリスマスSP出演アーティスト37組&披露曲発表【アーティスト・楽曲一覧あり】 [12/16 broadcast "CDTV" Christmas SP appearance artists 37 groups & performance song announcement [with a list of artists and songs]]. 《오리콘 뉴스》 (일본어). 2024년 12월 9일. 2024년 12월 13일에 원본 문서에서 보존된 문서. 2024년 12월 12일에 확인함.
121. ↑  『今年イチバン聴いた歌』タイムテーブル発表 一夜限りのドリームステージ&投票企画も【一覧あり】 ["The most listened to song of the year" timetable announcement One-night dream stage & voting project [with list]]. 《오리콘 뉴스》. 2024년 12월 28일. 2024년 12월 30일에 확인함.
122. ↑  “뉴진스, 이름 버린 후 완전체 어땠나 [MBC 가요대제전] : 네이트 연예”. 《네이트 뉴스》. 2025년 2월 7일에 확인함.
123. ↑  【TGC2023S/S】初登場NewJeans、オープニング飾る 会場をブルーにライトアップ [[TGC2023S/S] First appearance NewJeans, lighting up the venue in blue for the opening]. 《오리콘 뉴스》. 2023년 3월 4일. 2023년 3월 7일에 원본 문서에서 보존된 문서. 2023년 6월 11일에 확인함.
124. ↑  Yoo, Yu-ju (2023년 5월 4일). 뉴진스, 청초한 교복의상으로 화사하게 꾸민 ‘한국문화의 밤’ [포토엔HD 화보] [New Jeans, brightly decorated with neat school uniforms, 'Korean Culture Night' [Photon HD pictorial]]. 《Newsen》. 2023년 7월 4일에 원본 문서에서 보존된 문서. 2023년 7월 4일에 확인함 – 네이버 경유.
125. ↑  Yoon, So-yeon (2023년 11월 4일). “NewJeans to perform at the League of Legends World Championship finals”. 《코리아중앙데일리》. 2023년 11월 4일에 원본 문서에서 보존된 문서. 2023년 11월 4일에 확인함.
126. ↑  Lee, Jan (2024년 2월 3일). “NewJeans draw hundreds of 'bunnies' with first S'pore performance at Nike Orchard”. 《더 스트레이츠 타임스》. 2024년 2월 3일에 원본 문서에서 보존된 문서. 2024년 2월 3일에 확인함.
127. ↑  Kim, Ye-na (2024년 3월 2일). 아이유 콘서트 '★목격담' 수두룩…입소문도 활활 (엑's 이슈)[종합] [IU concert ‘★eyewitness story’ looks… Word of mouth is also active (X's issue) [Comprehensive]]. 《Xports News》. 2024년 7월 18일에 원본 문서에서 보존된 문서. 2024년 3월 2일에 확인함.
128. ↑  NewJeans、一夜限りのスペシャルライブ 新曲含む豪華セットリストにファン熱狂 [NewJeans, one-night-only special live, fans are enthusiastic about the luxurious set list including new songs]. 《오리콘 뉴스》 (일본어). 2024년 6월 4일. 2024년 7월 18일에 원본 문서에서 보존된 문서. 2024년 6월 4일에 확인함.
129. ↑  Treharne, Trevor (2024년 8월 3일). “As it happened: Bayern Munich vs. Tottenham Hotspur — Coupang Play Series friendly”. 《코리아중앙데일리》. 2024년 8월 3일에 원본 문서에서 보존된 문서. 2024년 8월 4일에 확인함.
130. ↑  Yoo, Kwang-joon. 윤석열 대통령 부부 2024 파리올림픽 선수단 격려 행사 참석 [President Yoon Seok-yeol and his wife attended the 2024 Paris Olympic team encouragement event]. 《매일경제신문》. 2024년 9월 4일에 원본 문서에서 보존된 문서. 2024년 9월 1일에 확인함.
131. ↑  Jeong, Min-kyung (2024년 12월 8일). 인천서 "아이돌" 떼창 터졌다…요아소비, 명곡 향연→한국어 손편지까지 (엑's 현장)[종합] ["Idol" Chants Erupt in Incheon... [[YOASOBI]], a Feast of Famous Songs → Even Korean Handwritten Letters (X's Site) [Comprehensive]]. 《Xportsnews》 (일본어). 2024년 12월 8일에 확인함. URL과 위키 링크가 충돌함 (도움말)